# سوبرمان (فلم 1978)
سوبرمان هو فيلم 1978 خارقة من إخراج ريشارد دونر حيث يقوم على شخصية دي سي كوميكس الذي يحمل نفس الاسم والنجوم مارلون براندو، جين هاكمان، كريستوفر ريف، مارغو كيدر، غلين فورد، فيليس ثيكسر، جاكي كوبر، تريفور هوارد، مارك مكلور، تيرينس ختم، فاليري برين، ونيد بيتي . الفيلم يصور أصل سوبرمان، بما في ذلك طفولته كما كال ايل من الكريبتون والسنوات التي قضاها الشباب في بلدة ريفية من سمولفيل. متنكرا في زي مراسل كلارك كينت، وقال انه يتبنى التصرف دمث في متروبوليس ويطور الرومانسية مع لويس لين، في حين يقاتل خسيس ليكس لوثور.
العديد من المديرين، وأبرزها غي هاملتون، وكتاب السيناريو (ماريو بوزو، ديفيد ويزلي نيومان، وروبرت بنتون)، والمرتبطة بالمشروع قبل التعاقد دونر لتوجيه. وتمت صياغة توم مانكيفيتس في إعادة كتابة السيناريو وأعطيت الائتمان «مستشار الإبداعية». تقرر تصوير كل من سوبرمان وسوبرمان الثاني في وقت واحد، مع التصوير الرئيسي بداية مارس 1977 وتنتهي في أكتوبر 1978. وارتفعت حدة التوتر بين دونر والمنتجين، واتخذ قرار لوقف تصوير تتمة-منها 75 في المئة كان بالفعل تم الانتهاء والانتهاء من الفيلم الأول.
أغلى فيلم قدمت حتى ذلك الوقت بميزانية قدرها 55 مليون $، وصدر سوبرمان في ديسمبر كانون الأول عام 1978 إلى اشادة من النقاد والنجاح المالي، وكسب 300 مليون $ خلال شوطه المسرحي الأصلي. وأشاد المراجعين وخاصة أداء ريف لل. وقد رشح لثلاث جوائز الأكاديمية بما في ذلك أفضل مونتاج، أفضل موسيقى (موسيقى تصويرية)، وأفضل مؤثرات صوتية، وحصل على الإنجاز المتميز جائزة الأوسكار لتأثيرات بصرية. الرائدة في استخدامه من المؤثرات الخاصة والخيال العلمي / الخيال رواية القصص، وبشرت إرث الفيلم شعبية التيار الرئيسي للفيلم بطل هوليوود

## وصلات خارجية
- سوبرمان على موقع IMDb (الإنجليزية)
- سوبرمان على موقع ميتاكريتيك (الإنجليزية)
- سوبرمان على موقع الموسوعة البريطانية (الإنجليزية)
- سوبرمان على موقع روتن توميتوز (الإنجليزية)
- سوبرمان على موقع قاعدة بيانات الأفلام العربية
- سوبرمان على موقع ألو سيني (الفرنسية)
- سوبرمان على موقع Turner Classic Movies (الإنجليزية)
- سوبرمان على موقع أول موفي (الإنجليزية)
- سوبرمان على موقع بوكس أوفيس موجو (الإنجليزية)
- سوبرمان على موقع فيلمافينيتي (الإسبانية)

1. ↑  "قاعدة بيانات الأفلام على الإنترنت" (بالإنجليزية). Retrieved 2023-02-14.
2. 1 2 3  "بوكس أوفيس موجو" (بالإنجليزية). Retrieved 2023-02-14.
3. ↑  "معلومات عن سوبرمان (فيلم 1978) على موقع kinopoisk.ru". kinopoisk.ru. مؤرشف من الأصل في 2019-08-09.
4. ↑  "IsHyperlinkQuery":true,"FilmId":1544,"Sort":"2-Film%20Title-Alpha","Search":"Basic"} "معلومات عن سوبرمان (فيلم 1978) على موقع awardsdatabase.oscars.org". awardsdatabase.oscars.org. مؤرشف من "IsHyperlinkQuery":true,"FilmId":1544,"Sort":"2-Film Title-Alpha","Search":"Basic"} الأصل في 2019-12-15. {{استشهاد ويب}}: تحقق من قيمة |مسار= (مساعدة)
5. ↑  "معلومات عن سوبرمان (فيلم 1978) على موقع collections-search.bfi.org.uk". collections-search.bfi.org.uk. مؤرشف من الأصل في 2019-12-26.